# Deklaracja warszawska

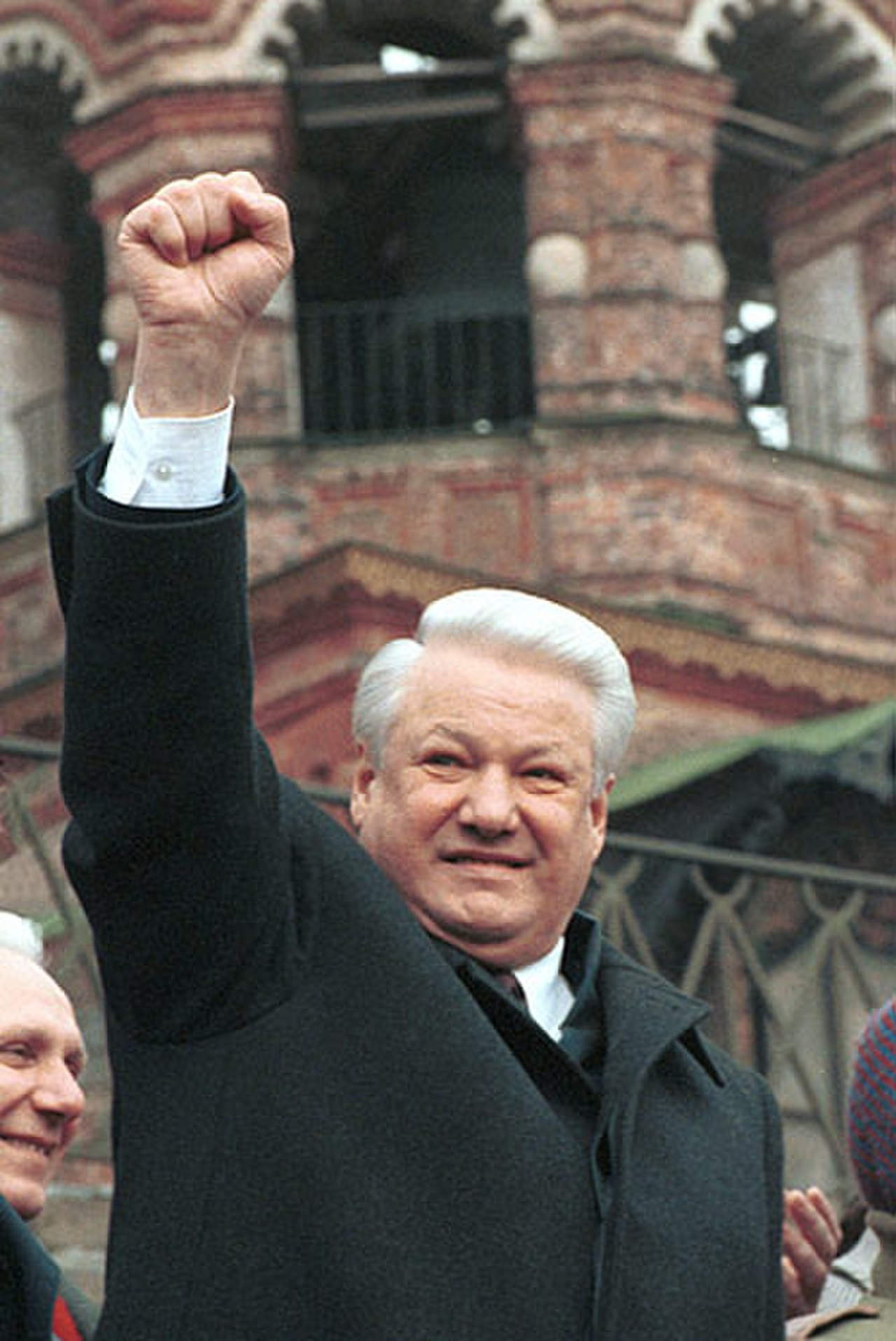
Borys Jelcyn (1993)

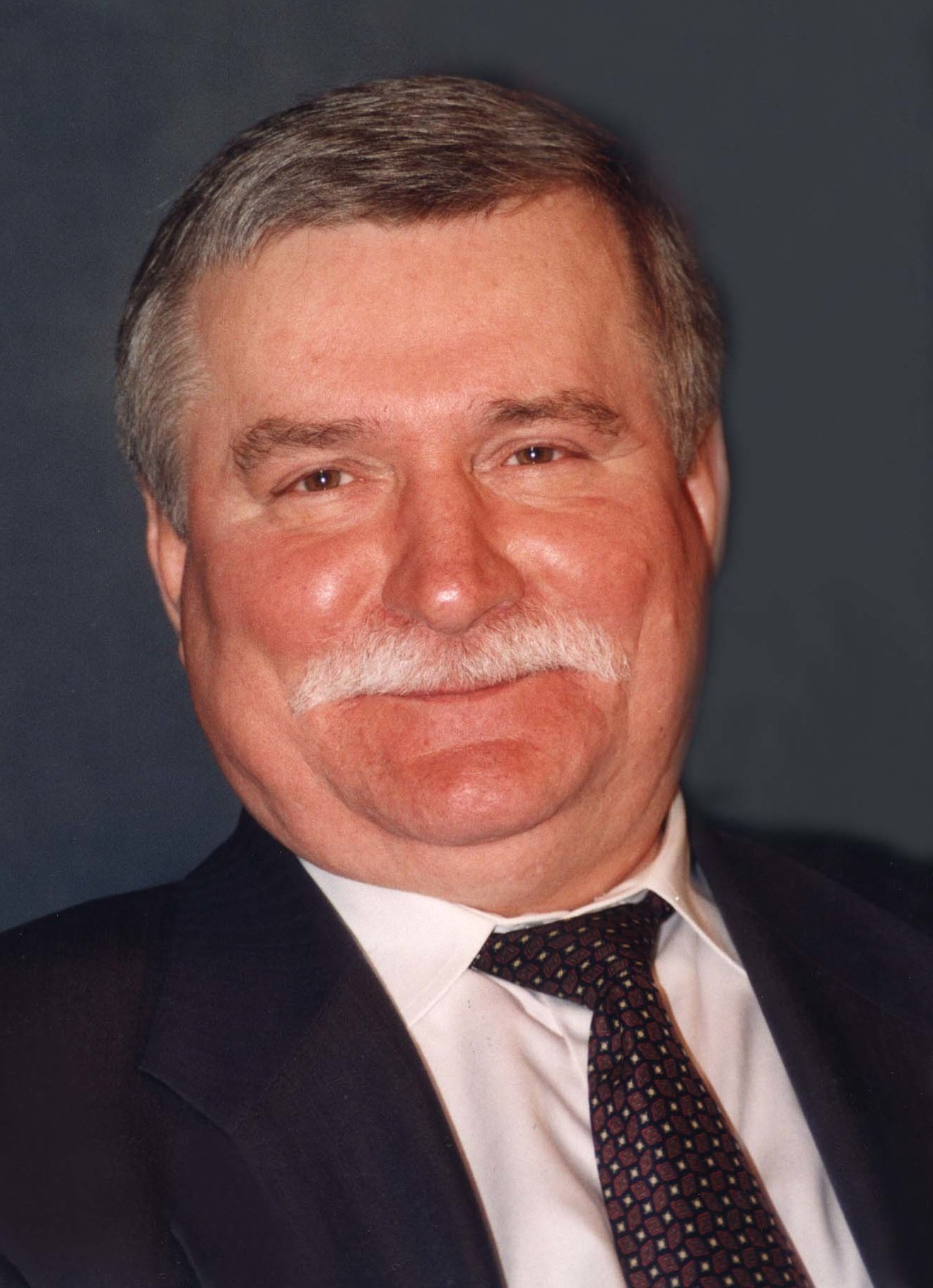
Lech Wałęsa (1996)

Deklaracja warszawska – oświadczenie kończące wizytę prezydenta Rosji Borysa Jelcyna wygłoszone w Warszawie w sierpniu 1993, w którym zawarto stwierdzenie o zrozumieniu przez stronę rosyjską dla polskich aspiracji w zakresie członkostwa w NATO w następującym brzmieniu:

Prezydenci poruszyli kwestię zamiaru przystąpienia Polski do NATO. Prezydent Lech Wałęsa wyjaśnił znane stanowisko Polski w tej sprawie, co zostało przyjęte ze zrozumieniem przez Prezydenta Borysa Jelcyna. W perspektywie taka decyzja Polski, zmierzająca do integracji ogólnoeuropejskiej, nie jest sprzeczna z interesami innych państw, w tym Rosji.

Wizyta prezydenta Borysa Jelcyna odbywała się w czasie, gdy Polska dążyła do członkostwa w NATO, starając się z jednej strony o przychylność Zachodu dla tego pomysłu, a z drugiej o brak sprzeciwu ze strony Federacji Rosyjskiej. Dopiero właśnie w 1993 roku pojawiły się sygnały, że przystąpienie Polski do NATO może być realne, o co stale zabiegała polska dyplomacja pod kierunkiem ministra Krzysztofa Skubiszewskiego. W trakcie wizyty delegacje obydwu stron nie mogły dojść do porozumienia w zakresie treści wspólnej deklaracji. Już po uzyskaniu konsensusu doszło do wykreślenia przez ministrów Graczowa i Kozyriewa wpisanego z inicjatywy polskiej fragmentu dot. wstąpienia Polski do NATO. Stało się to jednak wbrew woli prezydenta Jelcyna, przez co fragment został dopisany ręcznie tuż przed podpisaniem deklaracji.
Po powrocie do Moskwy Borys Jelcyn wysłał list do niektórych przywódców państw NATO-wskich, w którym zdystansował się od swojej deklaracji z Warszawy i zaproponował wspólne gwarancje bezpieczeństwa dla Europy Środkowo-Wschodniej zamiast rozszerzania NATO. W późniejszych latach w publicystyce pojawiały się hipotezy, jakoby „deklaracja warszawska” została wymuszona na Borysie Jelcynie podczas zakrapianego posiłku, gdy był on w stanie upojenia alkoholowego, czemu jednak zaprzeczał Lech Wałęsa, przedstawiając rosyjskiego prezydenta jako osobę, która była otwarta na argumenty prezentowane w dyskusji.